# Flic ou dealer ?
 (17 août 2023).
Le contenu est difficilement compréhensible vu les erreurs de traduction, qui sont peut-être dues à l'utilisation d'un logiciel de traduction automatique.
Pour plus de détails, voir Fiche technique et Distribution.
Flic ou dealer ? (Strähl) est un film réalisé par le régisseur Manuel Flurin Hendry, sorti en 2004.

## Synopsis
Le protagoniste est le policier des drogues Herbert Strähl (Roeland Wiesnekker), qui est seul et a un désir inassouvi d’amour. Bien qu’il ait problèmes de contrôler sa propre vie, est dépendant de médicaments, il veut lutter contre les drogues auprès de la Langstrasse à Zurich. Malheureusement, il peut seulement arrêter les baissiers et les petits dealers – et pas l’homme qui tire les ficelles, Berisha, parce qu’il n y a pas des preuves – Berisha ne touche jamais les drogues par lui-même.
Strähl a des collègues qui lui énervent, par exemple Ruedi Lautenschlager (Mike Müller), qui est pourri et visite des bordels souvent et un nouveau collègue, Beat, qui vient de la Seepolizei et qui est très calme – Strähl rit de lui, parce qu’il pense, Beat était pas assez dur.
Pendant une perquisition, le baissier René (Manuel Löwensberg) tombe de la fenêtre. Strähl est suspendu. En outre, René et son amie Caro (Johanna Bantzer) extorquent des choses de Strähl. Il doit payer des articles qu’ils ont choisi d’un kiosque (Ils aussi participent d’un jeu « Toto », un pari de sport – et Strähl les assiste avec un tuyau.). Bien que ça, René ne refuse pas son aveu. Il veut – en moins – un demi kilogramme d’héroïne.
Strähl essaye de vivre sans ses propres drogues, l’Amphétamine et le Benzodiazépine, les mets dans le WC, mais il doit de nouveau acheter les médicaments, avec une recette fausse.
Strähl attrape le petit dealer Beko (Nderim Hajrullahu). Il ne lui apporte pas au poste, parce qu’il sait, que Beko peut l'aider. Beko lui montre un cave, où il y a des drogues. Strähl remporte un paquet pour René. René est enchante et veut refuser son aveu. 
Strähl, Caro et René vont au poste de la police pour décharger Strähl. Mais Réne y mort sur le WC.
Strähl et Caro fument des drogues sur une folie. Strähl doit vomir. Soudain, la police entre l’appartement et trouve l’héroïne.
Les deux délinquants dans une voiture jointés sont en train d’être apporté au poste de la police. Strähl peut ouvre la porte de Caro, et elle fuit. Les menottes plastiques peuvent être coupées.
Avant René est mort au poste de la police, il a donné un rôle de Smarties à Caro. Dans le rôle : Le billet « Toto » gagnant, qui a une valeur de 120 000 CHF. Caro veut apporter l’argent au kiosque, mais la vendeuse dit, qu’elle ne peut pas décaisser des montants si hauts – le billet doit être envoyé à la centrale de « Toto ». Mais Caro veut l’argent immédiatement. Elle demande Beko, s’il sait quelqu’un riche qui peut échanger le billet contre d’argent dans une heure. Les « amis »  mafieuses de Beko sont prêts à échanger le billet contre 80 000 CHF. Ils se rencontrent sur une place. Un conflit commence. Caro arme une grenade à main (Caro et René l’ont trouve dans les vêtements d’un baissier mort), mais la grenade ne fonctionne pas. 
Finalement, Strähl peut arrêter le patron des drogues, Berisha, grâce à un tuyau de Beat, le nouveau policier. Beat a recommandé de cacher une masse de drogues dans la coffre de lui.

## Fiche technique
- Titre : Flic ou dealer ?
- Titre original : Strähl
- Réalisation : Manuel Flurin Hendry
- Scénario : David Keller et Michael Sauter
- Musique : Michael Sauter
- Photographie : Filip Zumbrunn
- Montage : Markus Welter
- Production : Susann Rüdlinger
- Société de production : Dschoint Ventschr Filmproduktion
- Pays :  Suisse
- Genre : Policier et drame
- Durée : 83 minutes
- Dates de sortie : 
  -  Suisse : 25 mars 2004 (région germanophone)

## Distribution
- Roeland Wiesnekker : Strähl
- Johanna Bantzer : Carol
- Nderim Hajrullahu : Beko Mussafr
- Manuel Löwensberg : René Wehrli
- Mike Müller : Ruedi Lautenschlager
- Max Rüdlinger : Max Brunner
- Raphael Clamer : Beat Schuppisser
- Elfat Nuhiji : Hodxha
- Martin Hug : Dani
- Andrew Mitchell : Macro
- Jonas Rüegg : Anz
- Dominique Jann : Fritz
- Liri Lushi : la mère de Beko
- Adem Kicai : Berisha
- Alice Flotron : Vera
- Ingold Wildenauer : Köbi
- André Seidenberg : Dr. Arbenz